# Cactus turbinatus
Cactus turbinatus là một loài thực vật có hoa trong họ Cactaceae. Loài này được (Hook.) Kuntze mô tả khoa học đầu tiên năm 1891.